# Eustixia
Eustixia là một chi bướm đêm thuộc họ Crambidae.